# Arnold Ruge
Arnold Ruge, född den 13 september 1802 på Rügen, död den 31 december 1880 i Brighton, var en tysk författare.
Ruge fick som student sitta sex år i fängelse för sitt deltagande i en "burschenschaft". Efter frigivningen 1830, utgav han några vittra arbeten, blev lärare i Halle och uppsatte 1837, i förening med Ernst Theodor Echtermeyer, Hallesche Jahrbücher für deutsche Kunst und Wissenschaft, vilken tidskrift snart blev det mest betydande filosofisk-litterära organet i Tyskland. Däri bekämpade Ruge med kraft romantiken och utvecklade en radikalism i unghegelsk anda.
Det var förnämligast han, som bestämde tyska litteraturens dragning till politisk lyrik, tendensdrama och tendensroman på 1840-talet. För att undgå den preussiska censuren överflyttade han 1841 sin tidskrift till Dresden och gav den namnet Deutsche Jahrbücher, men redan 1843 indrogs den av sachsiska regeringen.
Efter några års vistelse i Schweiz och Paris öppnade Ruge en förlagsaffär i Dresden. Optimist och revolutionär till hela sin anläggning samt stark i att finna slagord, bidrog han väsentligt till att framkalla 1848 års rörelser i Tyskland och intog under deras förlopp en framskjuten ställning, i det han uppbars högt som folktalare, utgav tidningen Die Reform och var medlem av nationalförsamlingen i Frankfurt am Main, där han tillhörde yttersta vänstern.
Sedan han haft sin hand med i upproren i Sachsen och Baden våren 1849, utvandrade Ruge till London, där han med Ledru-Rollin och Mazzini stiftade European Democratic Committee, och bosatte sig kort därefter i Brighton som lärare. Därifrån sände han tid efter annan maningsord till sitt hemland och anslöt sig tidigt till Bismarcks utrikespolitik. För hans förtjänster om Tysklands enhet anslog tyska riksdagen 1877 en pension åt honom.